# Cionus olivieri
Cionus olivieri är en skalbaggsart som beskrevs av Rosenschoeld 1838. Cionus olivieri ingår i släktet Cionus, och familjen vivlar. Arten har ej påträffats i Sverige.

## Bildgalleri

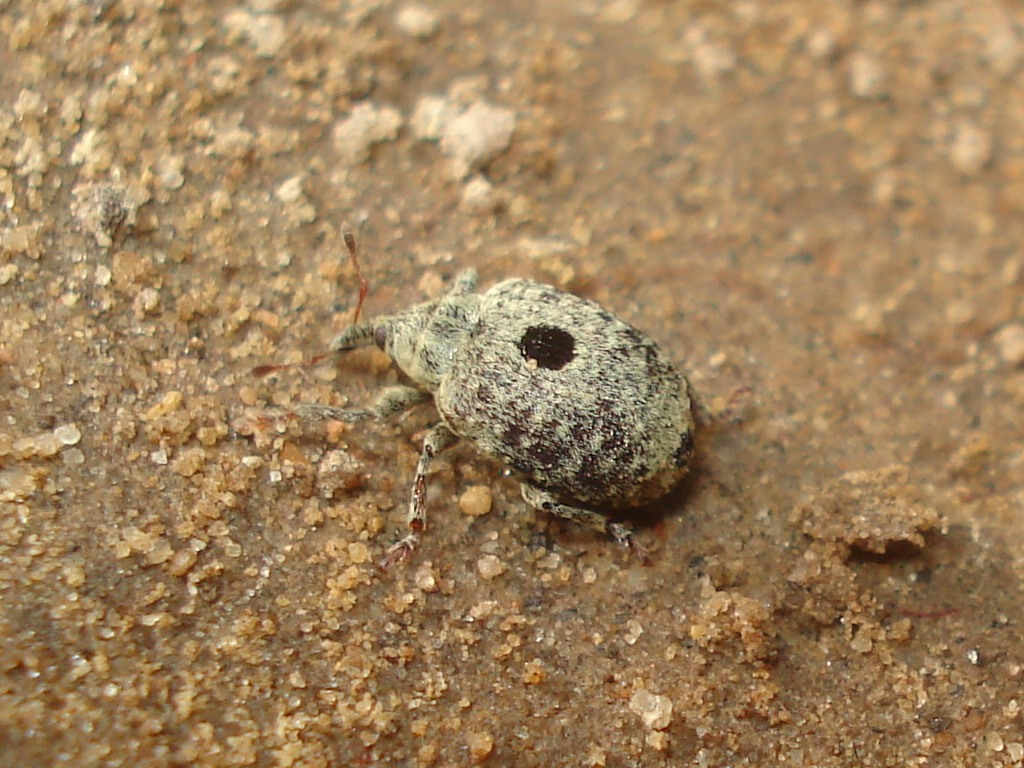